# Manifestation du 24 avril 1965 à Erevan

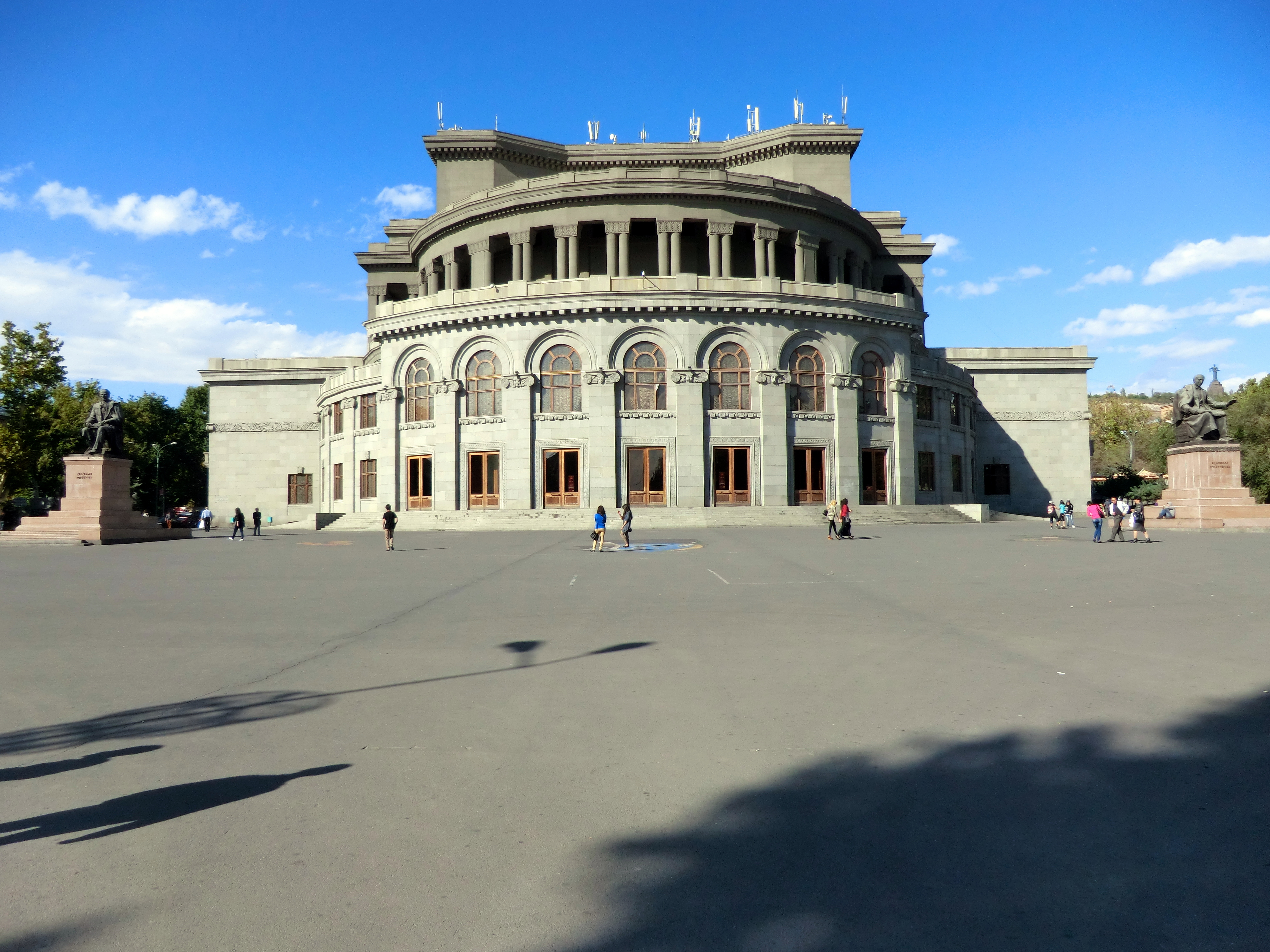
Le parvis de l'opéra d'Erevan, lieu de la manifestation du 24 avril 1965.

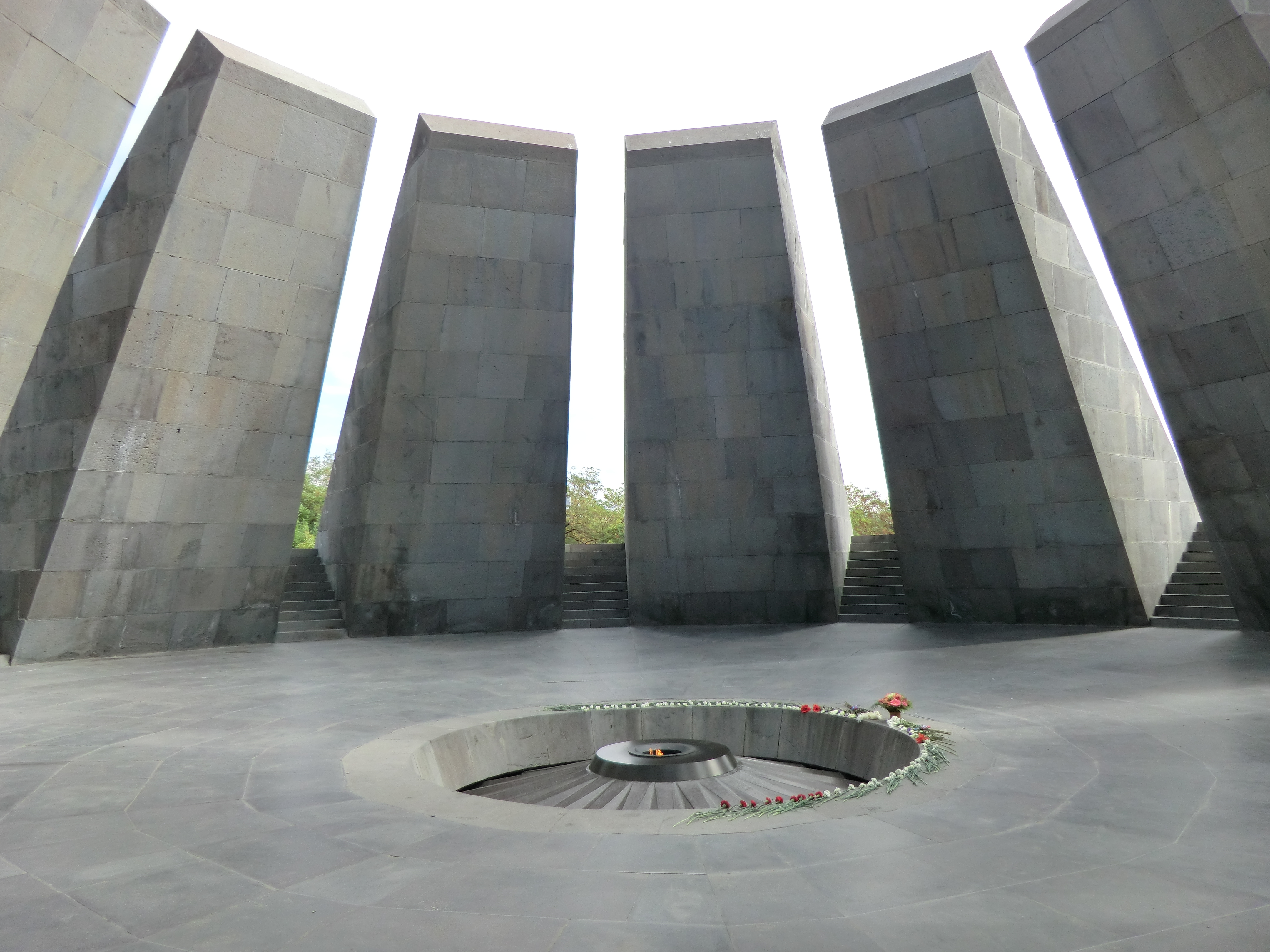
Mémorial de Tsitsernakaberd en octobre 2013. Sa construction est une conséquence de la manifestation.

La manifestation du 24 avril 1965 à Erevan est une manifestation qui s'est déroulée le 24 avril 1965 à Erevan, alors en république socialiste soviétique d'Arménie, à l'occasion du 50e anniversaire du génocide arménien. Celle-ci est considérée comme un évènement fondateur du mouvement en faveur d'une reconnaissance politique du génocide arménien.
Une telle manifestation est une première dans toute l'URSS. 100 000 participants ont participé à cette manifestation de 24 heures sur le parvis de l'opéra d'Erevan,.
Les revendications étaient la reconnaissance officielle du génocide arménien par l'URSS ainsi que la construction d'un mémorial du génocide à Erevan. Le slogan principal réclamait une « solution juste à la question arménienne » ; il était accompagné de divers slogans relatifs au Karabagh et au Nakhitchevan. La manifestation est à l'origine directe de la construction du mémorial de Tsitsernakaberd, inauguré en 1967.